# Chamoson

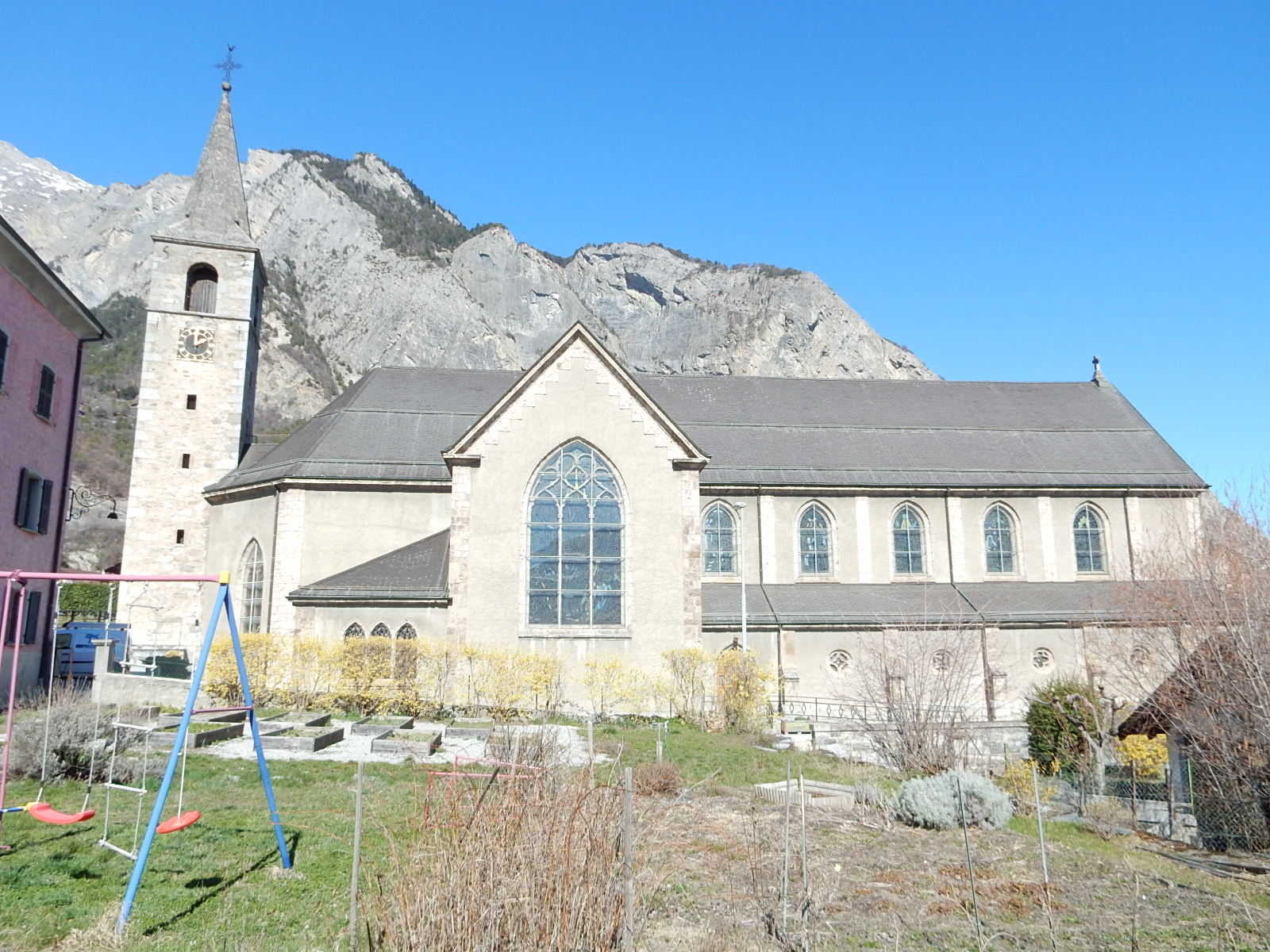
Församlingskyrkan i Chamoson.

Chamoson är en ort och kommun i distriktet Conthey i kantonen Valais, Schweiz. Kommunen har 4 291 invånare (2023).
Kommunen består av byarna Chamoson, Grugnay, Les Vérines, Mayens-de-Chamoson, Némiaz och Saint-Pierre-de-Clages.